# Mistrovství světa v orientačním běhu 2005
22. Mistrovství světa v orientačním běhu proběhlo v Japonsku s centrem ve vesnici Tsukude Village, prefektuře Aichi a termínu 5.–15. srpna 2005. Šlo o dvacáté druhé mistrovství světa a první pořádané Japonským svazem orientačního běhu (Nihon Orienteering Kyokai).

## Program závodů
| Den       | Závod                | Centrum závodu              |
| --------- | -------------------- | --------------------------- |
| 7. srpna  | Kvalifikace – Middle | Suganuma                    |
| 8. srpna  | Kvalifikace – Long   | Suganuma                    |
| 10. srpna | Kvalifikace – Sprint | Toyota city (Showa-no-Mori) |
| 10. srpna | Finále – Sprint      | Toyota city (Showa-no-Mori) |
| 11. srpna | Finále – Middle      | Mikawa Kogen Bokujo         |
| 12. srpna | Finále – Long        | Onikubo Fureai Hiroba       |
| 14. srpna | Štafety              | Onikubo Fureai Hiroba       |

Za ČR byli nominovaní:
Muži – Michal Horáček (VSK Slavia TU Liberec), Michal Jedlička (TJ Slavia Hradec Králové), Tomáš Dlabaja (Žabovřesky Brno), Petr Losman (OK 99 Hradec Králové)

Ženy – Dana Brožková (Sportcentrum Jičín), Martina Dočkalová (Lokomotiva Pardubice), Eva Juřeníková (Domnarvets GOIF), Vendula Klechová (Tesla Brno), Marta Štěrbová (Lokomotiva Pardubice)

## Výsledky – sprint
| Muži                                                                                            | Muži                                                                                            | Muži                                                                                            | Muži                                                                                            | Muži                                                                                            | Ženy                                                                                             | Ženy                                                                                             | Ženy                                                                                             | Ženy                                                                                             | Ženy                                                                                             |
| ----------------------------------------------------------------------------------------------- | ----------------------------------------------------------------------------------------------- | ----------------------------------------------------------------------------------------------- | ----------------------------------------------------------------------------------------------- | ----------------------------------------------------------------------------------------------- | ------------------------------------------------------------------------------------------------ | ------------------------------------------------------------------------------------------------ | ------------------------------------------------------------------------------------------------ | ------------------------------------------------------------------------------------------------ | ------------------------------------------------------------------------------------------------ |
| - Traťové parametry: 2,4 km, 14 kontrol, 60 m převýšení. - Mapa: Showa no Mori 1:10 000 E 2,5 m | - Traťové parametry: 2,4 km, 14 kontrol, 60 m převýšení. - Mapa: Showa no Mori 1:10 000 E 2,5 m | - Traťové parametry: 2,4 km, 14 kontrol, 60 m převýšení. - Mapa: Showa no Mori 1:10 000 E 2,5 m | - Traťové parametry: 2,4 km, 14 kontrol, 60 m převýšení. - Mapa: Showa no Mori 1:10 000 E 2,5 m | - Traťové parametry: 2,4 km, 14 kontrol, 60 m převýšení. - Mapa: Showa no Mori 1:10 000 E 2,5 m | - Traťové parametry: 2,1 km, 12 kontrol, 130 m převýšení. - Mapa: Showa no Mori 1:10 000 E 2,5 m | - Traťové parametry: 2,1 km, 12 kontrol, 130 m převýšení. - Mapa: Showa no Mori 1:10 000 E 2,5 m | - Traťové parametry: 2,1 km, 12 kontrol, 130 m převýšení. - Mapa: Showa no Mori 1:10 000 E 2,5 m | - Traťové parametry: 2,1 km, 12 kontrol, 130 m převýšení. - Mapa: Showa no Mori 1:10 000 E 2,5 m | - Traťové parametry: 2,1 km, 12 kontrol, 130 m převýšení. - Mapa: Showa no Mori 1:10 000 E 2,5 m |
| Umístění                                                                                        | Země                                                                                            | Jméno                                                                                           | Čas                                                                                             | Ztráta                                                                                          | Umístění                                                                                         | Země                                                                                             | Jméno                                                                                            | Čas                                                                                              | Ztráta                                                                                           |
|                                                                                                 | Švédsko                                                                                         | Emil Wingstedt                                                                                  | 0:14:31                                                                                         |                                                                                                 |                                                                                                  | Švýcarsko                                                                                        | Simone Niggli-Luderová                                                                           | 0:14:02                                                                                          |                                                                                                  |
|                                                                                                 | Švýcarsko                                                                                       | Daniel Hubmann                                                                                  | 0:14:41                                                                                         | + 0:00:10                                                                                       |                                                                                                  | Norsko                                                                                           | Anne Margrethe Hauskenová                                                                        | 0:14:34                                                                                          | + 0:00:32                                                                                        |
|                                                                                                 | Finsko                                                                                          | Jani Lakanen                                                                                    | 0:14:45                                                                                         | + 0:00:14                                                                                       |                                                                                                  | Spojené království                                                                               | Heather Monroová                                                                                 | 0:15:01                                                                                          | + 0:00:59                                                                                        |
| 10.                                                                                             | Česko                                                                                           | Petr Losman                                                                                     | 0:15:11                                                                                         | + 0:00:40                                                                                       | 6.                                                                                               | Česko                                                                                            | Dana Brožková                                                                                    | 0:15:28                                                                                          | + 0:01:26                                                                                        |
|                                                                                                 |                                                                                                 |                                                                                                 |                                                                                                 |                                                                                                 | 26.                                                                                              | Česko                                                                                            | Martina Dočkalová                                                                                | 0:17:19                                                                                          | + 0:03:17                                                                                        |
|                                                                                                 |                                                                                                 |                                                                                                 |                                                                                                 |                                                                                                 | 27.                                                                                              | Česko                                                                                            | Vendula Klechová                                                                                 | 0:17:28                                                                                          | + 0:03:26                                                                                        |

## Výsledky – krátká trať (Middle)
| Muži                                                                                                 | Muži                                                                                                 | Muži                                                                                                 | Muži                                                                                                 | Muži                                                                                                 | Ženy                                                                                                 | Ženy                                                                                                 | Ženy                                                                                                 | Ženy                                                                                                 | Ženy                                                                                                 |
| --- | --- | --- | --- | --- | --- | --- | --- | --- | --- |
| - Traťové parametry: 4,7 km, 13 kontrol, 300 m převýšení. - Mapa: Mikawa Kogen Bokujo 1:15 000 E 5 m | - Traťové parametry: 4,7 km, 13 kontrol, 300 m převýšení. - Mapa: Mikawa Kogen Bokujo 1:15 000 E 5 m | - Traťové parametry: 4,7 km, 13 kontrol, 300 m převýšení. - Mapa: Mikawa Kogen Bokujo 1:15 000 E 5 m | - Traťové parametry: 4,7 km, 13 kontrol, 300 m převýšení. - Mapa: Mikawa Kogen Bokujo 1:15 000 E 5 m | - Traťové parametry: 4,7 km, 13 kontrol, 300 m převýšení. - Mapa: Mikawa Kogen Bokujo 1:15 000 E 5 m | - Traťové parametry: 3,8 km, 13 kontrol, 265 m převýšení. - Mapa: Mikawa Kogen Bokujo 1:15 000 E 5 m | - Traťové parametry: 3,8 km, 13 kontrol, 265 m převýšení. - Mapa: Mikawa Kogen Bokujo 1:15 000 E 5 m | - Traťové parametry: 3,8 km, 13 kontrol, 265 m převýšení. - Mapa: Mikawa Kogen Bokujo 1:15 000 E 5 m | - Traťové parametry: 3,8 km, 13 kontrol, 265 m převýšení. - Mapa: Mikawa Kogen Bokujo 1:15 000 E 5 m | - Traťové parametry: 3,8 km, 13 kontrol, 265 m převýšení. - Mapa: Mikawa Kogen Bokujo 1:15 000 E 5 m |
| Umístění                                                                                             | Země                                                                                                 | Jméno                                                                                                | Čas                                                                                                  | Ztráta                                                                                               | Umístění                                                                                             | Země                                                                                                 | Jméno                                                                                                | Čas                                                                                                  | Ztráta                                                                                               |
| | Francie                                                                                              | Thierry Gueorgiou                                                                                    | 0:33:00                                                                                              | | | Švýcarsko                                                                                            | Simone Niggli-Luderová                                                                               | 0:32:46                                                                                              | |
| | Německo                                                                                              | Chris Terkelsen                                                                                      | 0:34:32                                                                                              | + 0:01:32                                                                                            | | Švédsko                                                                                              | Jenny Johanssonová                                                                                   | 0:34:59                                                                                              | + 0:02:13                                                                                            |
| | Finsko                                                                                               | Jarkko Huovila                                                                                       | 0:34:49                                                                                              | + 0:01:49                                                                                            | | Finsko                                                                                               | Minna Kauppiová                                                                                      | 0:35:50                                                                                              | + 0:03:04                                                                                            |
| 15.                                                                                                  | Česko                                                                                                | Michal Horáček                                                                                       | 0:37:38                                                                                              | + 0:04:38                                                                                            | 14.                                                                                                  | Česko                                                                                                | Eva Juřeníková                                                                                       | 0:39:38                                                                                              | + 0:06:52                                                                                            |
| 23.                                                                                                  | Česko                                                                                                | Tomáš Dlabaja                                                                                        | 0:39:20                                                                                              | + 0:06:20                                                                                            | 25.                                                                                                  | Česko                                                                                                | Martina Dočkalová                                                                                    | 0:42:32                                                                                              | + 0:09:46                                                                                            |
| | | | | | 39.                                                                                                  | Česko                                                                                                | Vendula Klechová                                                                                     | 0:46:32                                                                                              | + 0:13:46                                                                                            |

## Výsledky – klasická trať (Long)
| Muži                                                                                        | Muži                                                                                        | Muži                                                                                        | Muži                                                                                        | Muži                                                                                        | Ženy                                                                                       | Ženy                                                                                       | Ženy                                                                                       | Ženy                                                                                       | Ženy                                                                                       |
| ------------------------------------------------------------------------------------------- | ------------------------------------------------------------------------------------------- | ------------------------------------------------------------------------------------------- | ------------------------------------------------------------------------------------------- | ------------------------------------------------------------------------------------------- | ------------------------------------------------------------------------------------------ | ------------------------------------------------------------------------------------------ | ------------------------------------------------------------------------------------------ | ------------------------------------------------------------------------------------------ | ------------------------------------------------------------------------------------------ |
| - Traťové parametry: 12,9 km, 29 kontrol, 925 m převýšení. - Mapa: Tomoeyama 1:15 000 E 5 m | - Traťové parametry: 12,9 km, 29 kontrol, 925 m převýšení. - Mapa: Tomoeyama 1:15 000 E 5 m | - Traťové parametry: 12,9 km, 29 kontrol, 925 m převýšení. - Mapa: Tomoeyama 1:15 000 E 5 m | - Traťové parametry: 12,9 km, 29 kontrol, 925 m převýšení. - Mapa: Tomoeyama 1:15 000 E 5 m | - Traťové parametry: 12,9 km, 29 kontrol, 925 m převýšení. - Mapa: Tomoeyama 1:15 000 E 5 m | - Traťové parametry: 8,8 km, 21 kontrol, 630 m převýšení. - Mapa: Tomoeyama 1:15 000 E 5 m | - Traťové parametry: 8,8 km, 21 kontrol, 630 m převýšení. - Mapa: Tomoeyama 1:15 000 E 5 m | - Traťové parametry: 8,8 km, 21 kontrol, 630 m převýšení. - Mapa: Tomoeyama 1:15 000 E 5 m | - Traťové parametry: 8,8 km, 21 kontrol, 630 m převýšení. - Mapa: Tomoeyama 1:15 000 E 5 m | - Traťové parametry: 8,8 km, 21 kontrol, 630 m převýšení. - Mapa: Tomoeyama 1:15 000 E 5 m |
| Umístění                                                                                    | Země                                                                                        | Jméno                                                                                       | Čas                                                                                         | Ztráta                                                                                      | Umístění                                                                                   | Země                                                                                       | Jméno                                                                                      | Čas                                                                                        | Ztráta                                                                                     |
|                                                                                             | Rusko                                                                                       | Andrej Chramov                                                                              | 1:37:22                                                                                     |                                                                                             |                                                                                            | Švýcarsko                                                                                  | Simone Niggli-Luderová                                                                     | 1:13:23                                                                                    |                                                                                            |
|                                                                                             | Švýcarsko                                                                                   | Marc Lauenstein                                                                             | 1:39:30                                                                                     | + 0:02:08                                                                                   |                                                                                            | Finsko                                                                                     | Heli Jukkolaová                                                                            | 1:15:35                                                                                    | + 0:02:12                                                                                  |
|                                                                                             | Norsko                                                                                      | Holger Hott Johansen                                                                        | 1:42:09                                                                                     | + 0:04:47                                                                                   |                                                                                            | Švýcarsko                                                                                  | Vroni König Salmiová                                                                       | 1:17:49                                                                                    | + 0:04:26                                                                                  |
| 22.                                                                                         | Česko                                                                                       | Michal Jedlička                                                                             | 1:52:13                                                                                     | + 0:14:51                                                                                   | 10.                                                                                        | Česko                                                                                      | Dana Brožková                                                                              | 1:27:45                                                                                    | + 0:14:22                                                                                  |
| 29.                                                                                         | Česko                                                                                       | Michal Horáček                                                                              | 1:56:47                                                                                     | + 0:19:25                                                                                   | 13.                                                                                        | Česko                                                                                      | Eva Juřeníková                                                                             | 1:29:00                                                                                    | + 0:15:37                                                                                  |
| 34.                                                                                         | Česko                                                                                       | Petr Losman                                                                                 | 2:07:33                                                                                     | + 0:30:11                                                                                   | 36.                                                                                        | Česko                                                                                      | Marta Štěrbová                                                                             | 1:51:38                                                                                    | + 0:38:15                                                                                  |

## Výsledky štafetového závodu
| Muži | Muži | Muži | Muži | Muži | Ženy                                                                                             | Ženy                                                                                             | Ženy                                                                                             | Ženy                                                                                             | Ženy                                                                                             |
| --- | --- | --- | --- | --- | ------------------------------------------------------------------------------------------------ | ------------------------------------------------------------------------------------------------ | ------------------------------------------------------------------------------------------------ | ------------------------------------------------------------------------------------------------ | ------------------------------------------------------------------------------------------------ |
| - Traťové parametry: 6,5–6,6 km, 17–19 kontrol, 435–470 m převýšení - Mapa: Tsukude Kogen 1:10 000 E 5 m | - Traťové parametry: 6,5–6,6 km, 17–19 kontrol, 435–470 m převýšení - Mapa: Tsukude Kogen 1:10 000 E 5 m | - Traťové parametry: 6,5–6,6 km, 17–19 kontrol, 435–470 m převýšení - Mapa: Tsukude Kogen 1:10 000 E 5 m | - Traťové parametry: 6,5–6,6 km, 17–19 kontrol, 435–470 m převýšení - Mapa: Tsukude Kogen 1:10 000 E 5 m | - Traťové parametry: 6,5–6,6 km, 17–19 kontrol, 435–470 m převýšení - Mapa: Tsukude Kogen 1:10 000 E 5 m | - Parametry: 4,9–5,1 km, 15–17 kontrol, 330–345 m převýšení - Mapa: Tsukude Kogen 1:10 000 E 5 m | - Parametry: 4,9–5,1 km, 15–17 kontrol, 330–345 m převýšení - Mapa: Tsukude Kogen 1:10 000 E 5 m | - Parametry: 4,9–5,1 km, 15–17 kontrol, 330–345 m převýšení - Mapa: Tsukude Kogen 1:10 000 E 5 m | - Parametry: 4,9–5,1 km, 15–17 kontrol, 330–345 m převýšení - Mapa: Tsukude Kogen 1:10 000 E 5 m | - Parametry: 4,9–5,1 km, 15–17 kontrol, 330–345 m převýšení - Mapa: Tsukude Kogen 1:10 000 E 5 m |
| Umístění                                                                                                 | Země | Jméno | Čas | Ztráta                                                                                                   | Umístění                                                                                         | Země                                                                                             | Jméno                                                                                            | Čas                                                                                              | Ztráta                                                                                           |
| | Norsko                                                                                                   | Holger Hott Johansen Øystein Kristiansen Jørgen Rostrup                                                  | 2:16:48                                                                                                  | |                                                                                                  | Švýcarsko                                                                                        | Lea Müllerová Vroni König Salmiová Simone Niggli-Luderová                                        | 2:07:46                                                                                          |                                                                                                  |
| | Francie                                                                                                  | François Gonon Damien Renard Thierry Gueorgiou                                                           | 2:17:16                                                                                                  | + 0:00:28                                                                                                |                                                                                                  | Norsko                                                                                           | Marianne Andersenová Marianne Riddervoldová Anne Margrethe Hauskenová                            | 2:09:28                                                                                          | + 0:01:42                                                                                        |
| | Švýcarsko                                                                                                | Matthias Merz Marc Lauenstein Daniel Hubmann                                                             | 2:17:48                                                                                                  | + 0:01:00                                                                                                |                                                                                                  | Švédsko                                                                                          | Jenny Johanssonová Karolina Arewång-Höjsgaardová Emma Engstrandová                               | 2:10:35                                                                                          | + 0:02:49                                                                                        |
| 9. | Česko | Michal Horáček Michal Jedlička Petr Losman                                                               | 2:27:52                                                                                                  | + 0:11:04                                                                                                | 5.                                                                                               | Česko                                                                                            | Marta Štěrbová Eva Juřeníková Dana Brožková                                                      | 2:12:27                                                                                          | + 0:04:41                                                                                        |

## Medailová klasifikace podle zemí
| Medailová klasifikace podle zemí | Medailová klasifikace podle zemí | Medailová klasifikace podle zemí | Medailová klasifikace podle zemí | Medailová klasifikace podle zemí | Medailová klasifikace podle zemí |
| Umístění                         | Země                             | Zlato                            | Stříbro                          | Bronz                            | Součet                           |
| -------------------------------- | -------------------------------- | -------------------------------- | -------------------------------- | -------------------------------- | -------------------------------- |
|                                  | Švýcarsko                        | 4                                | 2                                | 2                                | 8                                |
|                                  | Norsko                           | 1                                | 2                                | 1                                | 4                                |
|                                  | Švédsko                          | 1                                | 1                                | 1                                | 3                                |
| 4.                               | Francie                          | 1                                | 1                                | -                                | 2                                |
| 5.                               | Rusko                            | 1                                | -                                | -                                | 1                                |
| 6.                               | Finsko                           | -                                | 1                                | 3                                | 4                                |
| 7.                               | Dánsko                           | -                                | 1                                | -                                | 1                                |
| 8.                               | Velká Británie                   | -                                | -                                | 1                                | 1                                |